# 萨帕尔
萨帕尔，是匈牙利维斯普雷姆州所辖的一个村，总面积7.09平方公里，总人口500，人口密度70.5人/平方公里（2010年1月1日）。